# Zhu Wen (Regisseur)
Zhu Wen (chinesisch 朱文, Pinyin Zhū Wén; * 1967 in Quanzhou, Provinz Fujian) ist ein chinesischer Schriftsteller, Dichter, Drehbuchautor und Filmregisseur.

## Leben
Nach einem Studium der Kinetik an der Universität des Südostens in Nanjing mit Abschluss 1991, arbeitet er zunächst dort einige Zeit als Ingenieur, bevor er sich der literarischen Arbeit widmete. In den neunziger Jahren war er Initiator der literarischen Bewegung "duanlie" ("Risse") und Vertreter einer Generation junger Autoren, die die Erneuerung der chinesischen Literatur maßgeblich beeinflusste. Zu seinen Werken gehören vier Sammlungen von Erzählungen, ein Roman, eine Gedichtsammlung und einige Drehbücher.
Sein Regiedebüt hatte Zhu Wen 2001 mit dem Film Haixian (Seafood), der in Cannes vorgestellt und bei den Filmfestspielen von Venedig mit dem Spezialpreis "Cinema of the Present – Lion of the Year" bedacht wurde. 2004 folgte sein zweiter Film (ebenfalls Regie und Drehbuch) Yun de nan fang (South of the Clouds), der auf der Berlinale mit dem "Netpac-Preis" ausgezeichnet wurde.
Zhu Wen lebt in Peking.

## Bücher
- Wo Ai Meiyuan (我爱美元), Erzählungen 1995
- Didi de Yanzou (弟弟的演奏), Erzählungen 1996
- Yinwei Gudu (因为孤独), Erzählungen 1996
- Shenme shi laji, shenme shi ai (什么是垃圾，什么是爱), Roman 1998
- Renmin daodi xu bu xuyao sangna (人民到底需不需要桑拿), Erzählungen 2000
- Kan nüren, Erzählungen 2007
- I love Dollars und andere Geschichten aus China. Kurzgeschichtensammlung. Aus dem Chinesischen von Frank Meinshausen. WandTiger Verlag, München 2020.
- Duanli in der alten Stadt Nanjing in Das Leben ist jetzt, Hg. Frank Meinshausen, Suhrkamp, 2003 (vergriffen). Neu erschienen 2014 in der E-Book-Anthologie "Elfmal China Stadt", WandTiger Verlag.

## Filmografie
- 2001: Haixian (Seafood)
- 2004: Yun de nan fang (South of the Clouds)
- 2009: Xiao dongxi (Thomas Mao)